# Макарово (Судоверфское сельское поселение)
В Рыбинском районе есть ещё одна деревня с таким названием, в Огарковском сельском поселении.
Макарово – деревня Судоверфского сельского поселения Рыбинского района Ярославской области, центр Макаровского сельского округа .
Деревня расположена на автомобильной дороге, связывающей основную часть города Рыбинск с его микрорайоном Переборы. Деревня протянулась по обеим сторонам дороги от окраины Рыбинска до правого берега Фоминского ручья. На противоположном берегу Фоминского ручья – небольшая церковь Александра Невского, построенная в начале XX века  и кладбище .
Деревня указана на плане Генерального межевания Рыбинского уезда конца XVIII века как деревня Макарова.
На 1 января 2007 года в деревне числилось 27 постоянных жителей . Деревня обслуживается почтовым отделением Рыбинск 16 (Переборы), по почтовым данным в деревне 39 домов .